# Strigoderma columbica
Strigoderma columbica är en skalbaggsart som beskrevs av Hermann Burmeister 1844. Strigoderma columbica ingår i släktet Strigoderma och familjen Rutelidae. Inga underarter finns listade i Catalogue of Life.